# توندو(فن)
التوندو (بالأنجليزية: tondo) هو مصطلح من عصر النهضة يشير إلى عمل فني دائري، إما لوحة أو نحت. الكلمة مشتقة من الكلمة الإيطالية روتوندو، "مستديرة". عادة لا يستخدم المصطلح في اللغة الإنجليزية للوحات الصغيرة المستديرة، ولكن فقط تلك التي يزيد قطرها عن 60 سم (قدمين)، وبالتالي يتم استبعاد العديد من المنمنمات الشخصية المستديرة - بالنسبة للنحت، تكون العتبة أقل إلى حد ما.

فرا أنجيليكو وفرا فيليبو ليبي، عبادة المجوس، ق. 1440/1460 المتحف الوطني للفنون.

يُطلق على النحت البارز الدائري أو البيضاوي أيضًا اسم رونديل. عادةً ما يشير المرادف روندو الذي نادرًا ما يتم مواجهته إلى الشكل الموسيقي.

## تاريخ
ابتكر الفنانون التوندي منذ العصور اليونانية القديمة. تُعرف اللوحات الدائرية الموجودة في وسط المزهريات المرسومة في تلك الفترة باسم توندي ، كما أن الجزء الداخلي من كأس النبيذ العريض المنخفض المسمى كيليكس أفسح المجال أيضًا للتركيبات ذات الإطارات الدائرية. على الرغم من أن أول توندو حقيقي من عصر النهضة، أو التوندو القوطي المتأخر هو بورغندي، من تشامبمول (من بيتا لجان مالويل من 1400 إلى 1415، الآن في متحف اللوفر)، إلا أن التوندو أصبح عصريًا في فلورنسا في القرن الخامس عشر، وتم إحياؤه كشكل كلاسيكي بشكل خاص. في الهندسة المعمارية. ربما تم تطويره أيضًا من ديسكو دا بارتو الأصغر أو صينية الولادة. قد يكون ديسكو دا بارتو الذي رسمه مازاتشيو من حوالي عام 1423 واحدًا من أوائل من استخدموا المنظور الخطي، وهي سمة أخرى من سمات عصر النهضة. استخدم أيضًا المنظور الخطي دوناتيلو في الجص توندي الذي تم إنشاؤه حوالي 1435-1440 لساغريستيا فيكيا في كنيسة سان لورينزو التي صممها برونليسكي، أحد أبرز المباني في عصر النهضة المبكر. بالنسبة لمستشفى الأبرياء الذي أنشأه برونليسكي بالفعل (1421-1424)، قدم أندريا ديلا روبيا أطفالًا من الطين المزجج يرتدون ملابس مقمطة في التوندو مع خلفيات زرقاء بسيطة يتم وضعها في ركائز الأقواس. ابتكر أندريا ولوكا ديلا روبيا تيراكوتا توندي المزججة التي غالبًا ما كانت مؤطرة في إكليل من الفاكهة وأوراق الشجر، والتي كانت مخصصة للتثبيت في جدار مغطى بالجص. كانت لوحة "بارتوليني توندو" (1452–1453) للفنان فيليبو ليبي واحدة من أقدم الأمثلة على هذه اللوحات.
في رسم بوتيتشيلي، ابتكر العديد من الأمثلة، سواءً للسيدات أو المشاهد السردية، واستخدم مايكل أنجلو التوندو الدائري في العديد من التركيبات، المرسومة والمنحوتة، بما في ذلك دوني توندو في أوفيزي، كما فعل رافائيل.
في القرن السادس عشر، تم تطبيق الأسلوب التصويري للزخرفة الإستورياتية لأواني المايوليكا على الأطباق الدائرية الكبيرة (انظر أيضًا الشاحن). ومنذ ذلك الحين أصبح أقل شيوعا. في لوحة فورد مادوكس براون آخر إنجلترا، يساعد انحناء سلك السفينة حول الأشكال على إحاطة التركيبة بشكل التوندو.

## أمثلة

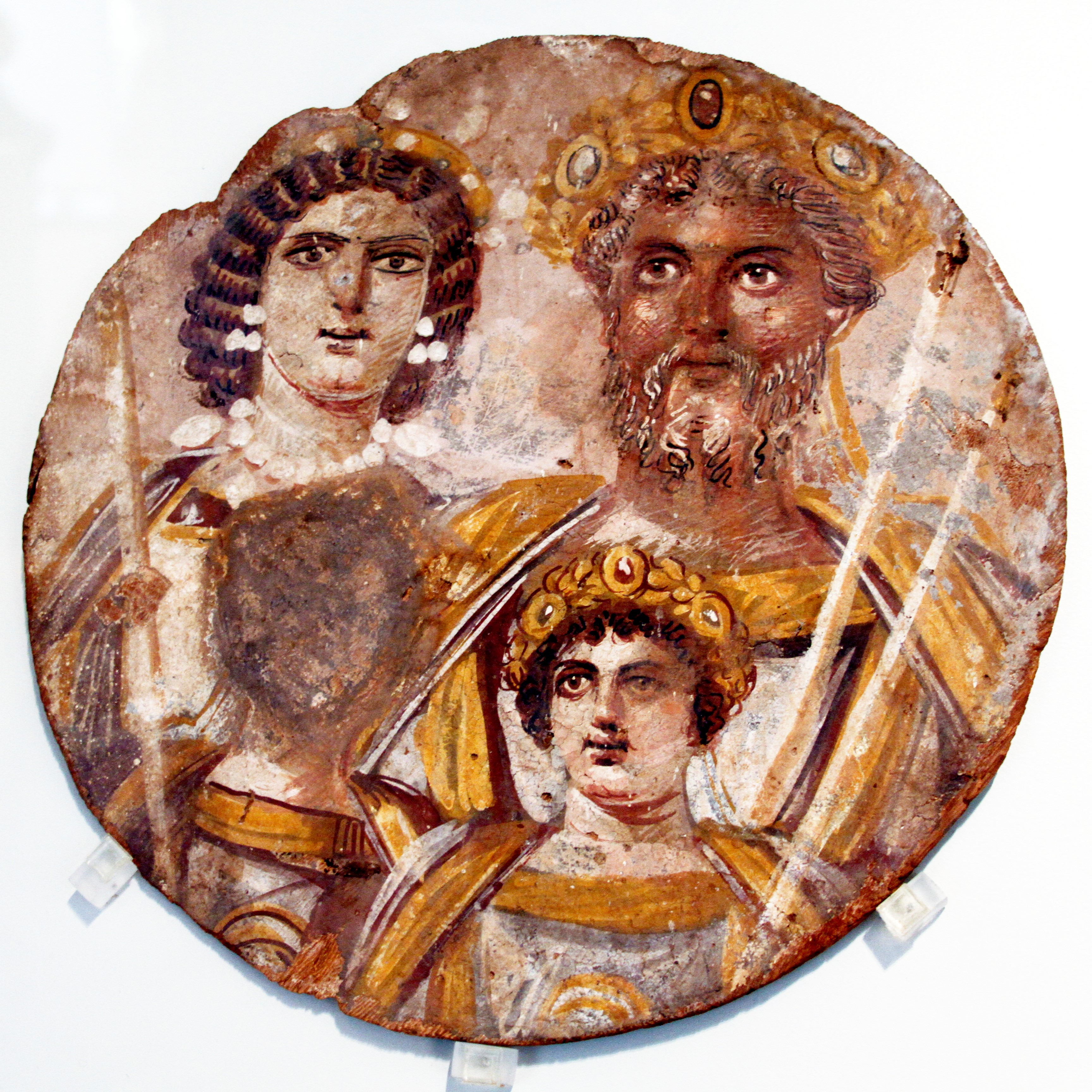
صورة لعائلة سيبتيموس سيفيروس، بداية سيرا توندو، لوحة رومانية تعود إلى200 ق.م،المتحف القديم، برلين.
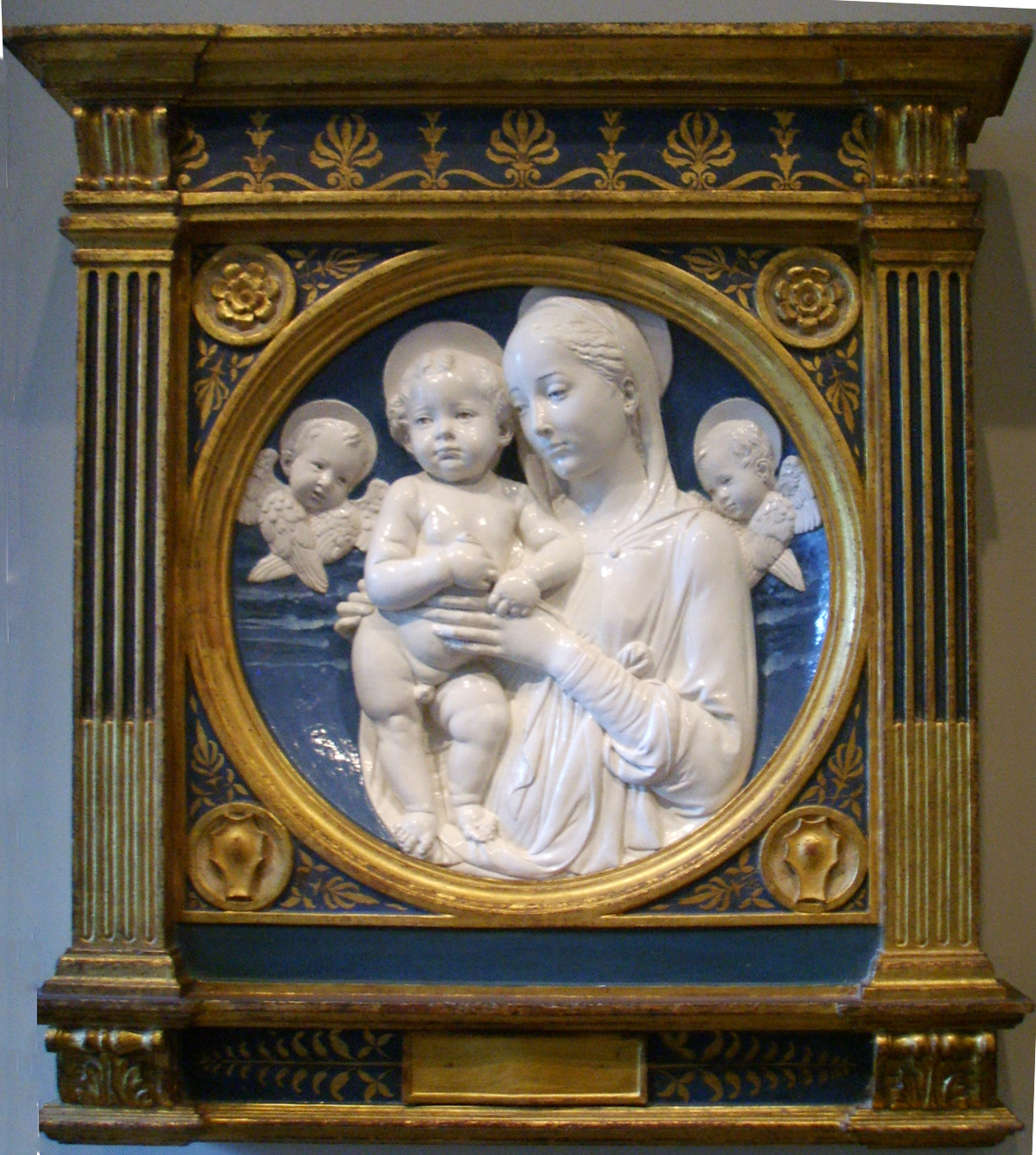
أندريا ديلا روبيا،مادونا والطفل مع الشيروبين، 1485.
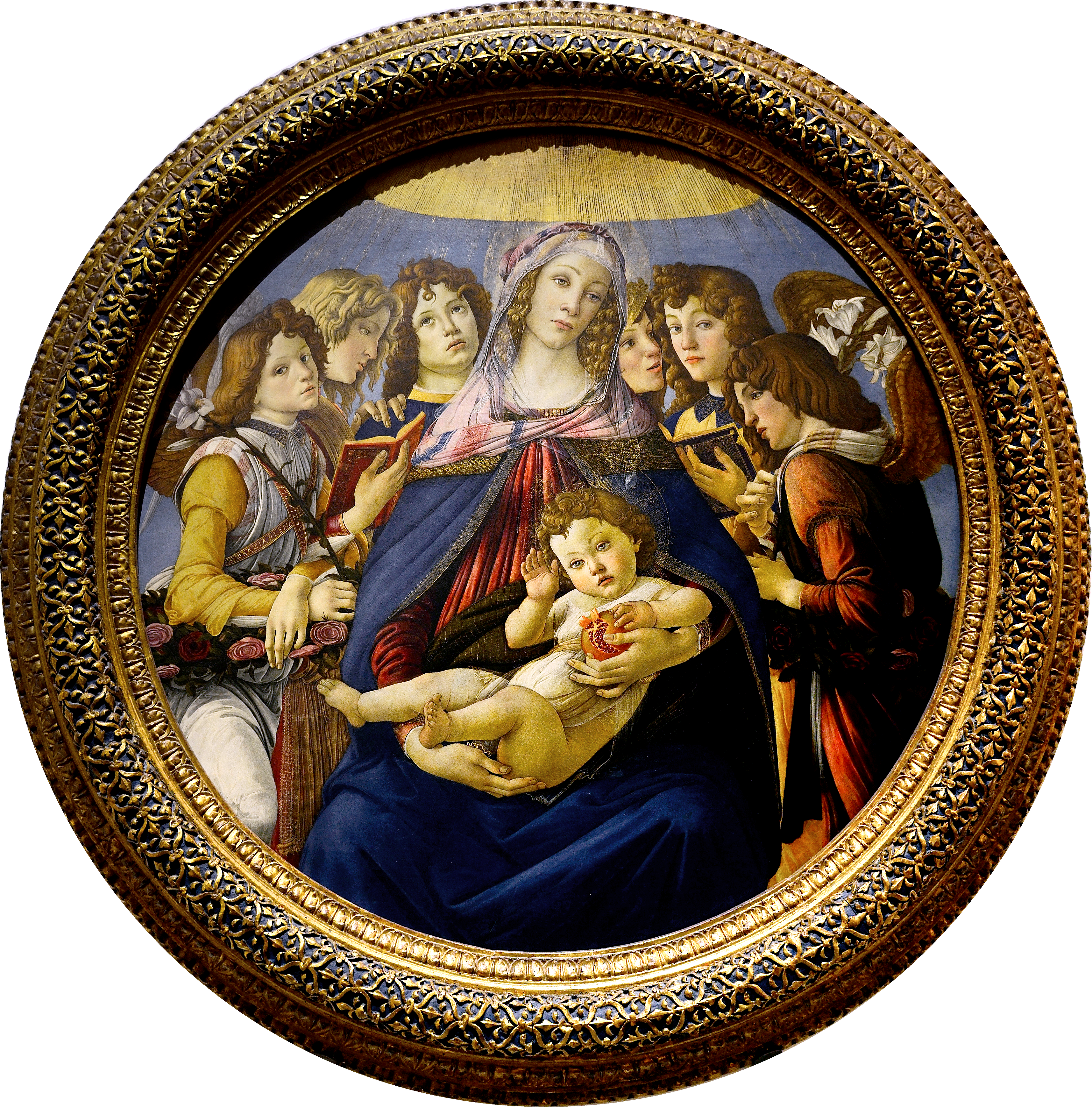
ساندرو بوتيتشيلي،سيدة الرمان،ق. 1487، درجة حرارة على لوح، قطر 143.5 سم، أوفيزي، فلورنسا
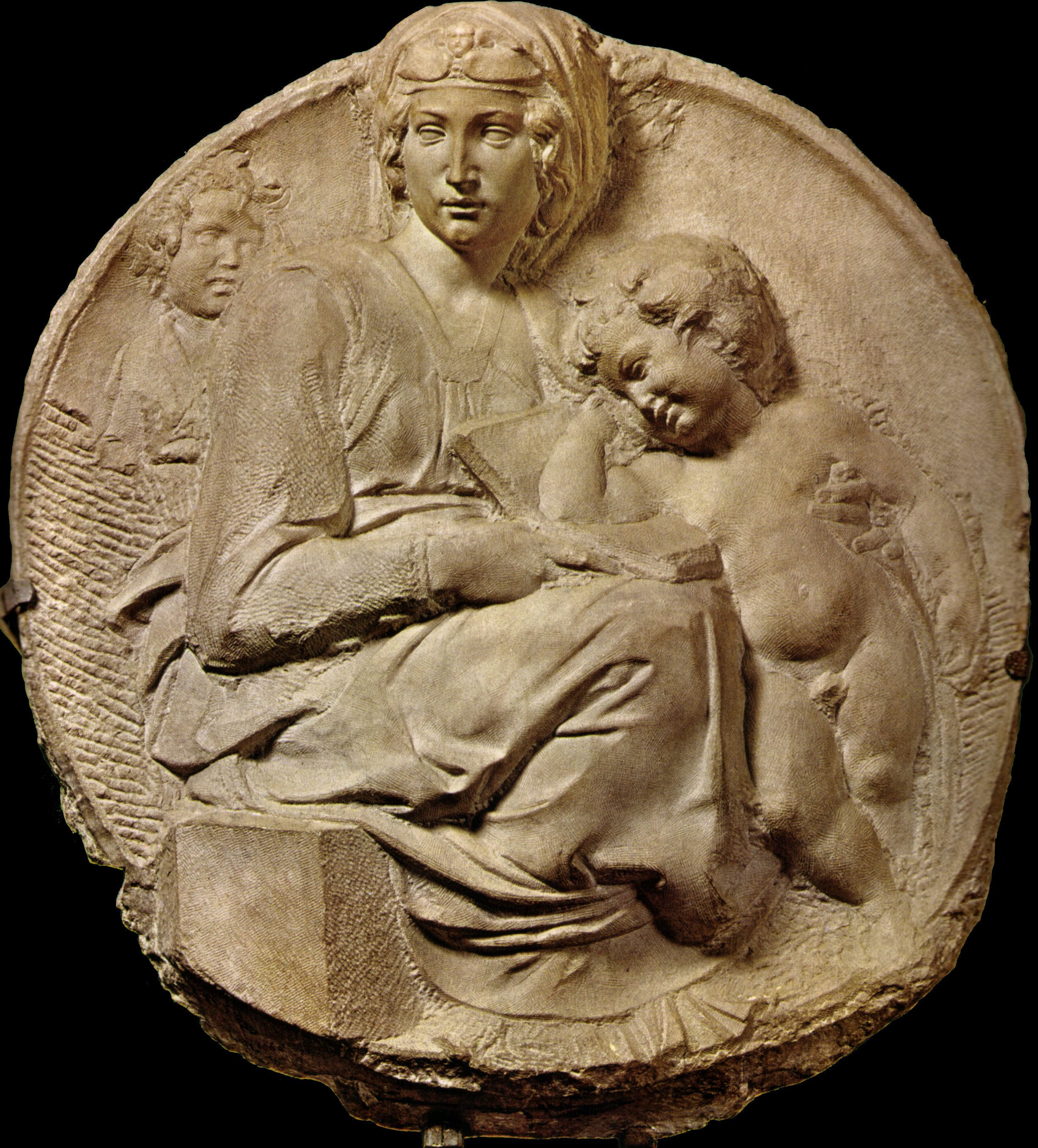
مايكل أنجلو، بيتي توندو،ق. 1504–05م، أوفيزي
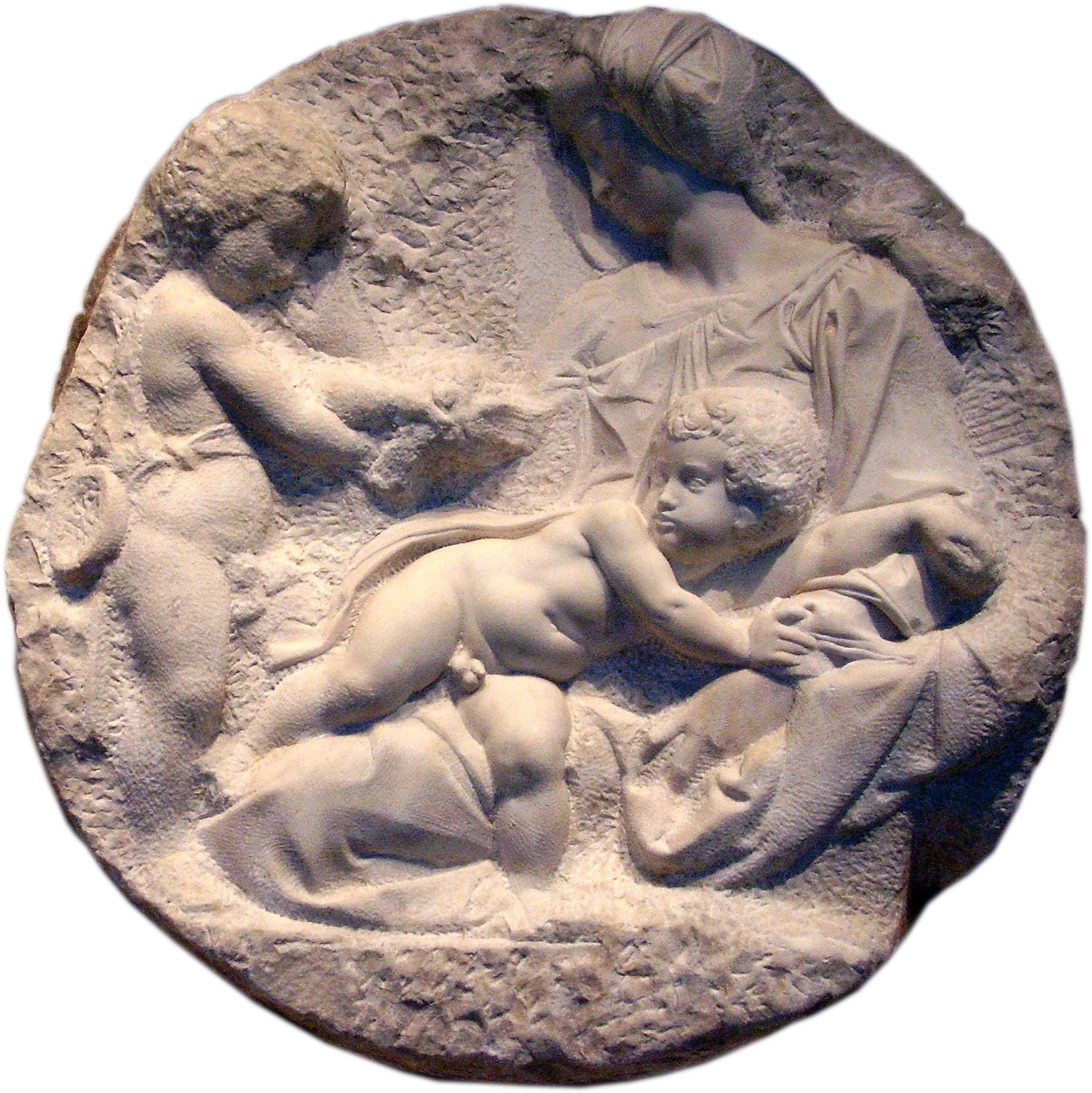
مايكل أنجلو،تادي توندو،نقشرخامي،ق. 1504–05،الأكاديمية الملكية، لندن
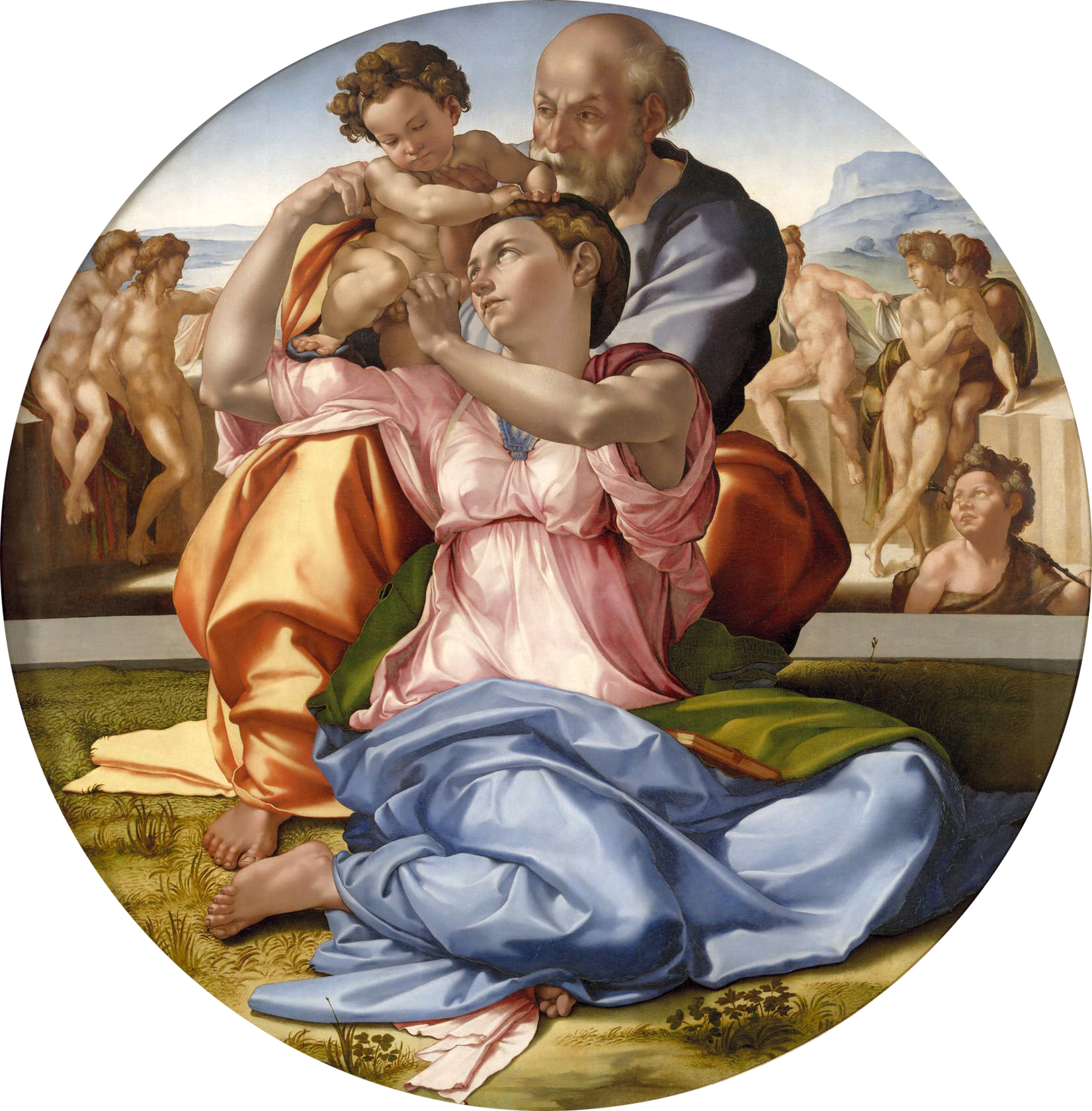
مايكل أنجلو،دوني توندو،ق. 1507 ق.م، أوفيزي

## أنظر أيضا
- الميدالية (الهندسة المعمارية) : مستديرة أو بيضاوية
- الخرطوش (التصميم) : بيضاوي
- لوحة اللوحة : عادة مستطيلة أو على شكل كبسولة

## روابط خارجية
ستة توندي من المتحف الوطني، لندن